# Смоленск
Смоленск (рус. Смоле́нск) је град у западној Русији и административни центар Смоленске области. Налази се у горњем току Дњепра, 378 km западно-југозападно од Москве. Према попису становништва из 2010. у граду је живело 326.863 становника.

## Географија
Град се налази на обалама горњег Дњепра, који у пределу града пролази кроз Смоленску висораван. Река, која тече у град у смеру од истока према западу, га дели на два дела: северни, задњепровски и јужни централни.

### Клима
Клима у Смоленску је умерено-континентална, ублажена утицајем Атлантског океана. У Смоленска владају релативно топла лета и умерено хладне зиме. Просечна годишња температура је 5,0 °C. Најхладнији месец је јануар са просечном температуром - 7,3 °C, а најтоплије месец је јул са просечно 17,1 °C. Годишња количина падавина износи у просеку 721 милиметара. Просечно током године у 178 дана преовлађује облачно време, 103 дана са маглом и 28 дана са грмљавином. Највише падавина је у летњем периоду.
| Клима Смоленска             | Клима Смоленска | Клима Смоленска | Клима Смоленска | Клима Смоленска | Клима Смоленска | Клима Смоленска | Клима Смоленска | Клима Смоленска | Клима Смоленска | Клима Смоленска | Клима Смоленска | Клима Смоленска | Клима Смоленска |
| Показатељ \ Месец           | .Јан.           | .Феб.           | .Мар.           | .Апр.           | .Мај.           | .Јун.           | .Јул.           | .Авг.           | .Сеп.           | .Окт.           | .Нов.           | .Дец.           | .Год.           |
| --------------------------- | --------------- | --------------- | --------------- | --------------- | --------------- | --------------- | --------------- | --------------- | --------------- | --------------- | --------------- | --------------- | --------------- |
| Апсолутни максимум, °C (°F) | 9,3 (48,7)      | 9,0 (48,2)      | 17,5 (63,5)     | 26,0 (78,8)     | 30,2 (86,4)     | 31,2 (88,2)     | 33,3 (91,9)     | 33,0 (91,4)     | 29,5 (85,1)     | 24,8 (76,6)     | 13,9 (57)       | 8,9 (48)        | 33,3 (91,9)     |
| Средњи максимум, °C (°F)    | −4,6 (23,7)     | −3,5 (25,7)     | 1,5 (34,7)      | 10,4 (50,7)     | 17,6 (63,7)     | 21,0 (69,8)     | 22,1 (71,8)     | 21,1 (70)       | 15,1 (59,2)     | 8,4 (47,1)      | 1,0 (33,8)      | −2,8 (27)       | 9,0 (48,2)      |
| Просек, °C (°F)             | −9,0 (15,8)     | −6,5 (20,3)     | −1,9 (28,6)     | 5,7 (42,3)      | 12,2 (54)       | 15,9 (60,6)     | 17,1 (62,8)     | 15,8 (60,4)     | 10,5 (50,9)     | 4,8 (40,6)      | −1,2 (29,8)     | −5,1 (22,8)     | 5,0 (41)        |
| Средњи минимум, °C (°F)     | −10,3 (13,5)    | −9,8 (14,4)     | −5,3 (22,5)     | 1,6 (34,9)      | 7,1 (44,8)      | 11,1 (52)       | 12,4 (54,3)     | 11,9 (53,4)     | 6,4 (43,5)      | 1,6 (34,9)      | −3,5 (25,7)     | −7,7 (18,1)     | 1,3 (34,3)      |
| Апсолутни минимум, °C (°F)  | −37,9 (−36,2)   | −36,8 (−34,2)   | −28,1 (−18,6)   | −19,8 (−3,6)    | −5,4 (22,3)     | −0,7 (30,7)     | 4,4 (39,9)      | 0,3 (32,5)      | −4,4 (24,1)     | −12,8 (9)       | −24,8 (−12,6)   | −35,2 (−31,4)   | −37,9 (−36,2)   |
| Количина падавина, mm (in)  | 44 (17,3)       | 38 (15)         | 40 (15,7)       | 41 (16,1)       | 56 (22)         | 88 (34,6)       | 100 (39,4)      | 69 (27,2)       | 77 (30,3)       | 58 (22,8)       | 56 (22)         | 54 (21,3)       | 721 (283,9)     |
| Извор: Погода и климат      |                 |                 |                 |                 |                 |                 |                 |                 |                 |                 |                 |                 |                 |

## Историја

### Средњовековни корени
Према руској хроници, кнез Олег је освојио Смоленск 882. године. Тада се међутим Смоленск није налазио на истом месту као данашњи. Овај град помиње и византијски цар Константин Порфирогенит у делу De administrando imperio: ту се каже да је Смоленск важна тврђава у Русији.
Кнежевина Смоленск је основана 1054. године. Већ крајем 12. века, кнежевина је била најјача у источној Европи. Чак је династија из Смоленска повремено контролисала власт у Кијевској Русији. У 12. веку изграђене су бројне цркве у Смоленску: црква св. Петра и Павла, црква св. Јована Крститеља. Једна од најлепших цркава у читавој Русији, Свирскаја, изграђена је у Смоленску на самом крају 12. века.

### Између Русије, Литваније и Пољске
Иако Смоленск није страдао од монголског уништења 1240. године, убрзо се нашао између Московске Русије и Литваније. Крајем 14. и почетком 15. века Смоленск је био прикључен Литванији, а неки бољари су побегли у Москву.
У 15. веку Смоленск је био највећи град Литваније. Јединице из Смоленска су одлучујуће помогле да се у бици код Грунвалда Литванија одупре Тевтонским витезовима. Коначно, 1514. године, Смоленск је прешао под власт Московске Русије. Како би обележио овај значајни догађај, цар Василиј III је основао Новодевични манастир и поклонио му икону Богородице Смоленске.
Како би се спречили будући пољско-литвански напади, цар Борис Годунов је утврдио град. Смоленски Кремљ изграђен између 1597. и 1602. од камена био је највећи у тадашњој Русији. Али, пољско-литванске чете су ипак после двадесетомесечне опсаде успеле 1611. године да освоје Смоленск. Московска Русија није успела да поврати град током Смолеснког рата 1632. године; ипак 1654. град је прешао под контролу Русије, што су Пољаци и Литванци признали миром из Андрузова 1667. године.

### Модерна историја
Катарина 2. је 1764. дала упутства за русификацију Украјине, Смоленска (тада је град био насељен углавном Белорусима), Балтичких држава и Финске. Ова политика се састојала у уништавању сакралних објеката, ограничавању употребе белоруског језика, хапшењу локалних политичара и њиховој замени Русима.
Августа 1812. француска и руска војска сукобиле су се код Смоленска. Наполеон је успео да уђе у град после великих борби. После Октобарске револуције, Смоленск је проглашен делом Белорусије, чак је и Белоруска Совјетска Социјалистичка Република проглашена у Смоленску. Ипак, коначно, град је припао Руској Федерацији.
Током Другог светског рата, Смоленск је био поприште једне велике битке. Совјетске трупе су управо код Смоленска у августу 1941. године започеле своју прву контраофанзиву. У борбама је готово читав град уништен, а изгорела је стара икона, за коју се сматрало да ју је насликао апостол Лука. Смоленск је град на путу према Москви. Као такав, нашао се на путу немачким агресорима. Совјети су тамо припремили организовану одбрамбену линију, и тамо се у лето 1941. године збила битка код Смоленска.
Немачке оклопне дивизије из састава групе армија Центар су започеле напад 10. јула, с циљем окруживања совјетских трупа у Смоленску и околини. Совјетски отпор је био жилав и жесток, а предузело се и неколико противнапада. Совјети су чак успели привремено пробити немачки обруч, при чему су и успели евакуисати јединице из окружења.
Битка се окончала у првој половини септембра. Жестоке борбе су значајно успориле свеопшти немачки продор према Москви, тако да су одбрамбене линије које су се налазиле источније, могле бити ојачане.
Називом града-хероја одликован је, одлуком Президијума Врховног совјета Совјетског Савеза, 6. маја 1985. године.
У Смоленску је 10. априла 2010. дошло до авионске несреће у којој су живот изгубили бројни руководиоци Пољске укључујући и председника Леха Качињског.

## Становништво
Према прелиминарним подацима са пописа, у граду је 2010. живело 326.863 становника, 1.726 (0,53%) више него 2002.
| 1939.   | 1959.   | 1970.   | 1979.   | 1989.   | 2002.   | 2010.   |
| ------- | ------- | ------- | ------- | ------- | ------- | ------- |
| 156.884 | 147.196 | 210.779 | 276.402 | 341.483 | 325.137 | 326.861 |

## Партнерски градови
- Хаген
- Тил
- Колорадо Спрингс
- Керч
- Трговиште
- Вудсток